# 2017 w filmie
Wydarzenia filmowe w 2017 roku.

2017 w filmie to 129. rok w historii kinematografii.

## Premiery

### Styczeń
| Data                  | Tytuł                                          | Państwo                  | Reżyseria        |
| --------------------- | ---------------------------------------------- | ------------------------ | ---------------- |
| 6 stycznia 2017(dts)  | Po prostu przyjaźń                             | Polska                   | Filip Zylber     |
| 13 stycznia 2017(dts) | Powidoki                                       | Polska                   | Andrzej Wajda    |
| 13 stycznia 2017(dts) | Konwój                                         | Polska                   | Maciej Żak       |
| 13 stycznia 2017(dts) | Nieprawi                                       | Polska, Francja, Rumunia | Adrian Sitaru    |
| 20 stycznia 2017(dts) | Las, 4 rano                                    | Polska                   | Jan Jakub Kolski |
| 27 stycznia 2017(dts) | Sztuka kochania. Historia Michaliny Wisłockiej | Polska                   | Maria Sadowska   |

### Luty
| Data                | Tytuł            | Państwo                         | Reżyseria          |
| ------------------- | ---------------- | ------------------------------- | ------------------ |
| 17 lutego 2017(dts) | PolandJa         | Polska                          | Cyprian T. Olencki |
| 17 lutego 2017(dts) | Zerwany kłos     | Polska                          | Witold Ludwig      |
| 24 lutego 2017(dts) | Porady na zdrady | Polska                          | Ryszard Zatorski   |
| 24 lutego 2017(dts) | Pokot            | Polska, Niemcy, Czechy, Szwecja | Agnieszka Holland  |
|                     |                  |                                 |                    |

### Marzec
| Data               | Tytuł               | Państwo                                | Reżyseria           |
| ------------------ | ------------------- | -------------------------------------- | ------------------- |
| 3 marca 2017(dts)  | Logan: Wolverine    | USA                                    | James Mangold       |
| 10 marca 2017(dts) | Kong: Wyspa Czaszki | USA, Australia, Kanada, Chiny, Wietnam | Jordan Vogt-Roberts |
| 17 marca 2017(dts) | Piękna i Bestia     | USA                                    | Bill Condon         |

### Maj
| Data              | Tytuł                              | Państwo | Reżyseria                       |
| ----------------- | ---------------------------------- | ------- | ------------------------------- |
| 5 maja 2017(dts)  | Strażnicy Galaktyki vol. 2         | USA     | James Gunn                      |
| 12 maja 2017(dts) | Obcy: Przymierze                   | USA     | Ridley Scott                    |
| 26 maja 2017      | Piraci z Karaibów: Zemsta Salazara | USA     | Joachim Rønning, Espen Sandberg |

### Lipiec
| Data               | Tytuł                                       | Państwo   | Reżyseria      |
| ------------------ | ------------------------------------------- | --------- | -------------- |
| 14 lipca 2017(dts) | Olli Mäki. Najszczęśliwszy dzień jego życia | Finlandia | Juho Kuosmanen |
| 28 lipca 2017(dts) | Wojna o planetę małp                        | USA       | Matt Reeves    |

### Grudzień
| Data                 | Tytuł                            | Państwo | Reżyseria       |
| -------------------- | -------------------------------- | ------- | --------------- |
| 14 grudnia 2017(dts) | Gwiezdne wojny: Ostatni Jedi     | USA     | Rian Johnson    |
| 18 grudnia 2017(dts) | Gotowi na wszystko. Exterminator | Polska  | Michał Rogalski |